# Tomonobu Yokoyama
Tomonobu Yokoyama (横山 知伸?, Yokoyama Tomonobu; Nerima, 18 marzo 1985 – 4 gennaio 2024) è stato un calciatore giapponese, di ruolo difensore.

## Biografia
Morì all'età di 38 anni per un tumore al cervello il 4 gennaio 2024.